# Typhlacontias gracilis
Typhlacontias gracilis — вид сцинкоподібних ящірок родини сцинкових (Scincidae). Мешкає в Південній Африці.

## Поширення і екологія
Typhlacontias gracilis мешкають на північному сході Намібії (смуга Капріві), на півночі Ботсвани, в Замбії та на північному заході Зімбабве. Вони живуть на заплавних луках, на висоті від 1000 до 1150 м над рівнем молря.